# Demir Elmaağaçlı
Demir Elmaağaçlı (4 de noviembre de 1990) es un deportista turco que compitió en tiro con arco, en la modalidad de arco compuesto. Ganó una medalla de plata en el Campeonato Europeo de Tiro con Arco al Aire Libre de 2014 y una medalla de plata en el Campeonato Europeo de Tiro con Arco en Sala de 2022.

## Palmarés internacional
| Campeonato Europeo al Aire Libre | Campeonato Europeo al Aire Libre | Campeonato Europeo al Aire Libre | Campeonato Europeo al Aire Libre |
| Año                              | Lugar                            | Medalla                          | Prueba                           |
| -------------------------------- | -------------------------------- | -------------------------------- | -------------------------------- |
| 2014                             | Echmiadzin (Armenia)             | Medalla de plata                 | Equipo                           |
| Campeonato Europeo en Sala       |                                  |                                  |                                  |
| Año                              | Lugar                            | Medalla                          | Prueba                           |
| 2022                             | Laško (Eslovenia)                | Medalla de plata                 | Equipo                           |